# فوزي باديلا
فوزي باديلا (بالأحرف اللاتينية Fauzi Baadilla) المولود في القاهرة، مصر هو ممثل وموديل ومقدم برامج تلفزيونية من أصل عربي.
ولد فوزي باديلا في 25 سبتمبر/أيلول 1979 وبدأ عمله الفني في أندونيسيا عام 2000 كممثل في عدة دعايات، وظهر أيضا كموديل في عدة أشرطة فيديو كليب خصوصا مع المغنتين Shanty وSania. مثّل في عدد من الأفلام السينمائية المهمة وفي المسلسلات التلفزيونية. كما قدّم عددا من البرامج على محطات SCTV و Trans7 وANTV.
تزوج عام 2007 من الممثلة الأوزبكية Senk Lotta إلا أنهما انفصلا بالطلاق عام 2010.

## الأفلام
- 2004: Mengejar Matahari
- 2004: Rindu Kami Padamu
- 2005: Tentang Dia
- 2006: 9 Naga
- 2006: Jakarta Undercover
- 2007: Coklat Stroberi
- 2008: Perempuan Punya Cerita
- 2008: Love
- 2008: Suami-Suami Takut Istri The Movie
- 2008: Takut: Faces of Fear—فقرة The List
- 2009: Jamila dan Sang Presiden
- 2010: The Sexy City
- 2011: Lost in Papua
- 2013: Rectoverso
- 2013: Finding Srimulat

## المسلسلات
- Keajaiban Cinta
- Dunia Tanpa Koma
- Bintang Untuk Baim

## مقدّم البرامج التلفزيونية
- Nikamtnya Dunia على محطة SCTV
- Wisata Malam على محطة Trans 7
- Ride with Pride على محطة ANTV

## موديل في أشرطة فيديو غنائية
- Menanti Sebuah Jawaban (فرقة Padi)
- Tak Ada Lelaki Seperti Dia (المغنية Shanty)
- Tak Gendong (المغني Mbah Surip)
- Diam Diam (المغنية Dewi Perssik)
- Arti Cinta (المغني Ari Lasso)
- Jalan Cahaya (فرقة Ada)

## وصلات خارجية
- فوزي باديلا على موقع IMDb (الإنجليزية)
- فوزي باديلا على موقع قاعدة بيانات الفيلم (الإنجليزية)
- موقع IMDb للأفلام - صفحة فوزي باديلا